# Ямамура, Кодзи
Кодзи Ямамура (яп. 山村 浩二 Ямамура Ко:дзи, род. 4 июня 1964, Нагоя) — японский анимационный режиссёр. Победитель Международного фестиваля анимационных фильмов в Анси и кандидат на «Оскар» за лучший анимационный короткометражный фильм с фильмом «Голова-гора» (2003).

## Биография
Ямамура родился в Нагое и изучал живопись в Токийском университете Дзокэй.
Занимает профессорскую кафедру на отделении кино и новых видов медиа-искусства Токийского университета искусств. С 2011 года работал как художественный директор в образовательной телепрограмме для младших школьников «Начальный английский» сети NHK, создавая короткометражные анимационные фильмы на сюжеты американского поэта Артура Бинарда. Он также был автором образа главного персонажа программы.

## Творчество
Уже для ранних работ Ямамуры (акварельный «Водный» 1987 года, «Японско-английский иллюстрированный словарь» 1989 года) характерна текучесть форм и игра со смыслом слов. В дальнейшем автор, продолжая экспериментировать с изобразительным рядом, адресует эти поиски детской аудитории. Создал ряд работ с использованием пластилина (цикл о Каро и Пийо, «Пакуси», «Киплинг младший»). Другие детские работы этого периода творчества — рисованые «Вавилонская книга» и «Выбор за тобой!» — в последнем случае для образов главных персонажей использованы детские рисунки.
На протяжении 6 лет работал над короткометражным фильмом «Голова-гора», разрабатывая образ и характер главного и второстепенных героев и новые формы геометрической перспективы. Художественные приёмы и стиль этой ленты были использованы и в следующей работе Ямамуры «„Сельский врач“ Франца Кафки». Критик журнала «25-й кадр» Константин Большаков отмечает, что манера рисунка Ямамуры «идеально ложится на кафкианские тексты, воссоздавая ощущения полусна, когда реальность ещё явственно ощущается, но движения и формы приобретают вязкую тягучесть». Дальнейшие стилистические поиски продолжаются в короткометражных картинах «Нити Мейбриджа» и «„Парад“ Сати», где автор фактически отказался от связного сюжета в пользу галерей образов и символов.
В 2021 году режиссёр, известный как специалист по короткометражной анимации, выпустил свой первый полнометражный фильм — «Множество северов» (или «Север, и не один»).

### Избранная фильмография
- 2002: Голова-гора (яп. 頭山 Атама-яма)[8]
- 2007: «Сельский врач» Франца Кафки (яп. カフカ 田舎医者 Кафука инака ися)
- 2011: Нити Мейбриджа (яп. マイブリッジの糸 Майбуридзи но ито)
- 2016: «Парад» Сати (яп. サティの「パラード」)[9][10]
- 2021: Множество северов (яп. 幾多の北 Икута но кита)

## Награды и номинации
В 2003 году 10-минутный рисованый фильм Ямамуры «Голова-гора» завоевал Гран-при на Международном фестивале анимационных фильмов в Анси. Эта лента была также номинирована на «Оскар» за лучший анимационный короткометражный фильм. В 2022 году его лента «Множество северов» (Ikuta no Kita) победила на фестивале в Анси в программе полнометражных фильмов Contrechamp, а затем выиграла Оттавский международный фестиваль анимационного кино.
В 2012 году стал лауреатом премии имени Кавакиты, присуждаемой за большой вклад в развитие искусства и культуры японского кинематографа или в развитие международного сотрудничества в области кино. В 2017 году удостоен премии министра образования, культуры, спорта, науки и технологий в области изящных искусств в медиапространстве. В 2022 году стал лауреатом приза за достижения творческой карьеры на Международной биеннале анимации в Братиславе.